# Thryssa spinidens
Thryssa spinidens är en fiskart som först beskrevs av Jordan och Alvin Seale 1925.  Thryssa spinidens ingår i släktet Thryssa och familjen Engraulidae. Inga underarter finns listade i Catalogue of Life.